# Rhaphoneidaceae
Famille
Les Rhaphoneidaceae sont une famille d'algues de l'embranchement des Bacillariophyta (Diatomées), de la classe des Bacillariophyceae et de l’ordre des Rhaphoneidales.

## Étymologie
Le nom de la famille vient du genre type Rhaphoneis, composé du préfixe rhaph-, par allusion au raphé, et du suffixe -neis, bateau. Or cette diatomée fait paradoxalement partie de celles  dont « l'organe, le Raphé, s'est peu à peu atrophié, a disparu (devenant) un Pseudo-raphé », groupe de diatomées que H. et M. Péragallo nomma, en 1851, des « pseudo-raphidés »et qu'on classe aussi sous le vocable d'« araphidés ».

## Liste des genres
Selon AlgaeBase (30 mai 2022) :
- Adoneis G.W.Andrews & P.Rivera, 1987
- Andrewsiella T.Jurkschat, 1997
- Delphineis G.W.Andrews, 1977
- Dickensoniaforma R.P.Scherer, 1997
- Diplomenora K.L.Blazé, 1984
- Doryphora Kützing, 1844
- Drewsandria P.A.Sims & R.Ross, 1996
- Lancineis G.W.Andrews, 1990
- Meloneis I.Louvrou, D.B.Danielidis & A.Economou-Amilli, 2013
- Neodelphineis H.Takano, 1983
- Perissonoë G.W.Andrews & Stoelzel, 1984
- Pseudosynedra C.S.Boyer, 1927
- Rhaphoneis Ehrenberg, 1844  - genre type
- Sceptroneis Ehrenberg, 1844

## Systématique
La famille des Rhaphoneidaceae est attribuée, en 1912, au botaniste et mécène italien Achille Italo Forti (1878-1937).

## Publication originale
- Forti, A. (1912). « Contribuzioni diatomologiche. XII. Metodo di classificazione delle Bacillariee Immobili fondato sull'affinità morfologica dei frustoli ed in relazione con l'evoluzione dell'auxospora ». Atti del Reale Istituto Veneto di Scienze, Lettere ed Arti, vol. 71, p. 2, p. 679-731.